# Rawka (rzeka)

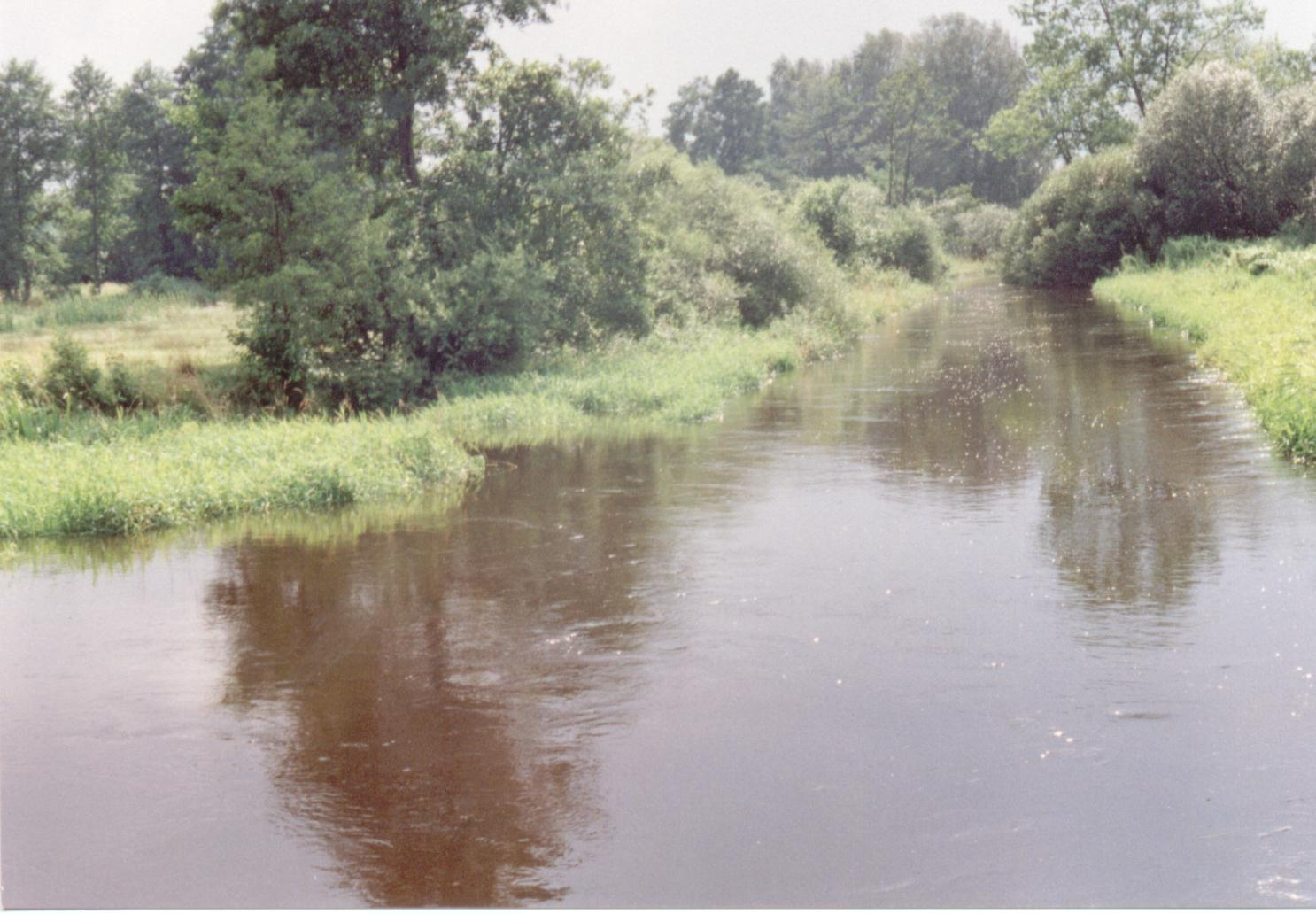
Rawka w Nowym Dworze

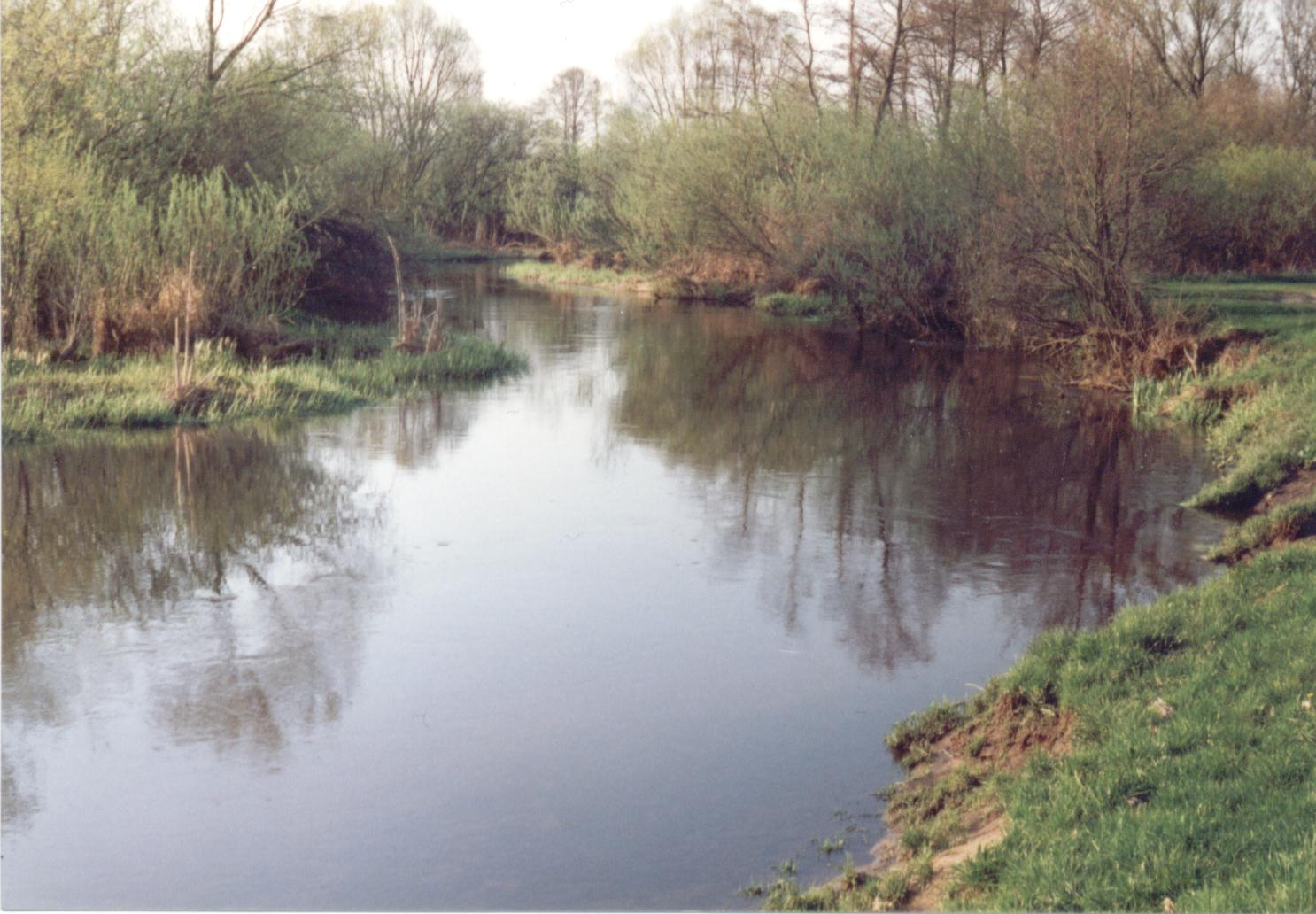
Rawka w Nowym Dworze

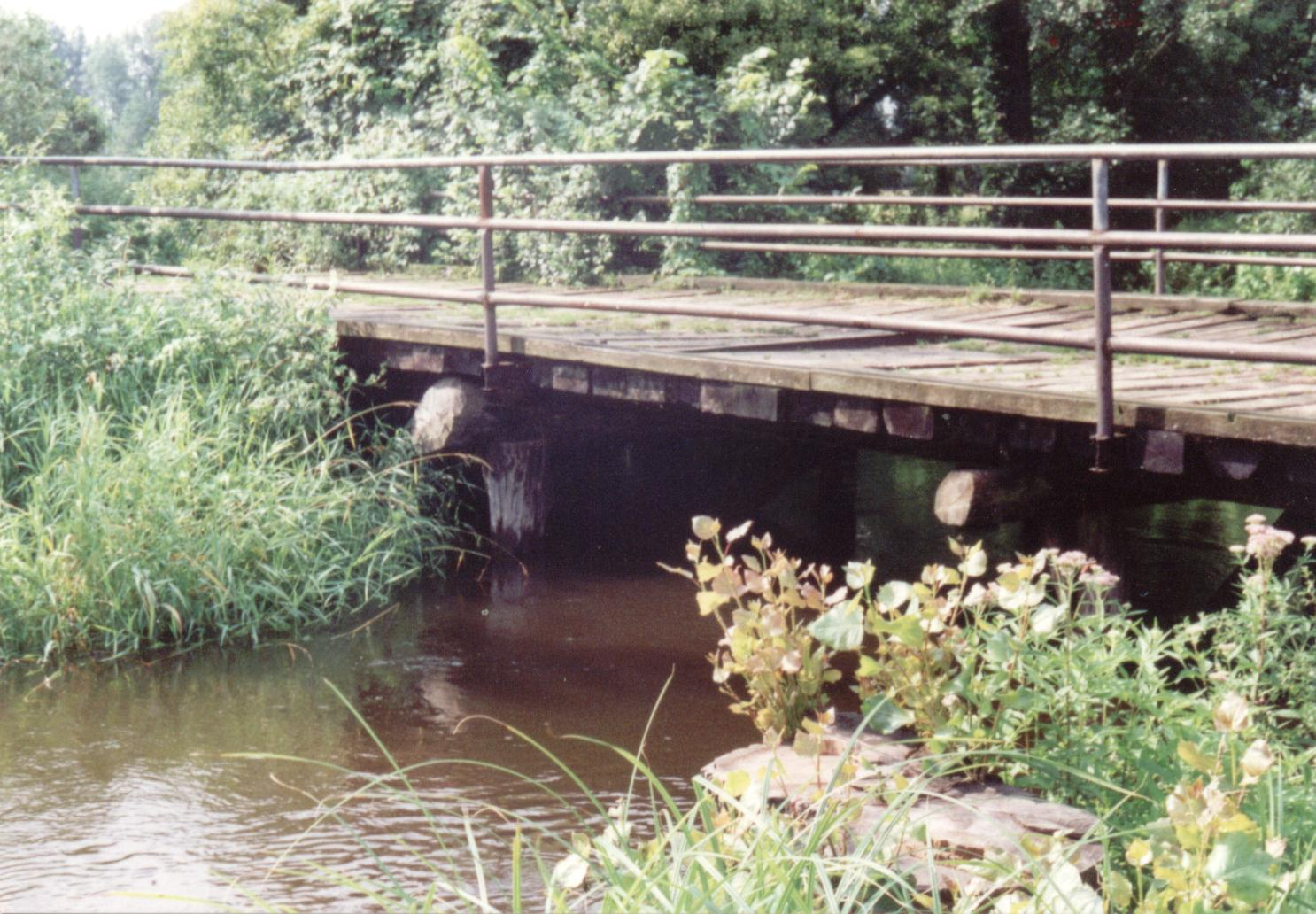
drewniany most nad Rawką w Nowym Dworze

Rawka – rzeka w środkowej Polsce, prawy, największy dopływ Bzury. Rzeka ma ok. 97 km długości, a jej dorzecze obejmuje obszar 1192 km².
Rawka powstaje z połączenia dwóch cieków źródłowych znajdujących się ok. 5 km na wschód od Koluszek. Wpada do Bzury między Łowiczem a Sochaczewem.
Średni przepływ rzeki przy ujściu wynosi ok. 5,3 m³/s, a maksymalna rozpiętość wahań stanów wód to 2,8 m.
Rawka jest zachowaną w naturalnym stanie typową rzeką nizinną średniej wielkości i dlatego koryto rzeki zostało objęte ochroną rezerwatową od źródeł aż do ujścia – rezerwat przyrody Rawka, ponadto chronione są fragmenty doliny i skarpy bardziej oddalony od obecnego koryta – rezerwaty Kopanicha i Ruda Chlebacz. Rzeka od Starej Rawy do Bolimowa płynie przez Bolimowski Park Krajobrazowy.
Koryto rzeki nie jest uregulowane i jedynie na części odcinków przepływających przez miasta zostało wybetonowane. Brzegi są obficie porośnięte roślinnością. Z powodu walorów przyrodniczych na Rawce organizowane są spływy kajakowe – ze względu na dziki charakter rzeki trasa uważana jest za trudną.
W różnych miejscach na całej długości Rawki istnieje zabudowa hydrotechniczna w formie spiętrzeń i zbiorników retencyjnych, wśród nich jaz piętrzący z niewielką elektrownią wodną (o mocy 58 kW) we wsi Kamion (powiat żyrardowski) gmina Puszcza Mariańska oraz mała elektrownia wodna na zaporze zalewu Tatar w Rawie Mazowieckiej.

## Środowisko – przyroda
Świat zwierzęcy Rawki jest dość bogaty w gatunki ryb oraz innych organizmów wodnych.
W rzece Rawka występuje głównie 18 gatunków ryb: 
- płocie,
- okonie,
- jaź, jelec,
- karp,
- karaś,
- kleń,
- lin,
- płoć,
- świnka,
- szczupak,
- ukleja,
- minoga

Nad rzeką można spotkać płazy, gady i bezkręgowce występujące w tym obszarze Polski:
- traszki, żaby, zaskrońce, jaszczurki, węże.

Zmniejszające się w ostatnich latach zanieczyszczenie rzeki sprawia, iż ilość organizmów żywych w Rawce wzrasta. Od lat 90. pojawiają się tam raki, wytępione w latach 60. wskutek spuszczania ścieków z mleczarni do rzeki. W latach 80. nad brzegami Rawki aklimatyzowane zostały bobry. W Rawie Mazowieckiej na terenie parku miejskiego pojawiły się również borsuki i lisy.
W czasie I wojny światowej na linii Rawki i Bzury od grudnia 1914 do lipca 1915 przebiegała linia frontu niemiecko-rosyjskiego, a walki miały charakter wojny pozycyjnej. Ślady okopów są widoczne do dziś w okolicznych lasach, zwłaszcza na zalesionych fragmentach skarpy rzecznej i powyżej niej.
Największymi miejscowościami, przez które przepływa Rawka są:
- Rawa Mazowiecka,
- Rawka – niegdyś obszar kilku podskierniewickich wsi w okolicach przystanku kolejowego Rawka, obecnie dzielnica tego miasta Skierniewice
- Bolimów.

## Rekreacja
Rzeka Rawka stanowiła i stanowi dla mieszkańców Skierniewic i okolic kąpielisko w dzielnicy Skierniewice Rawka oraz w miejscowości Budy Grabskie.
Na rzece odbywają się spływy kajakowe. 
Blisko rzeki znajdują się liczne ośrodki turystyczno-wypoczynkowe. W Rawie Mazowieckiej znajduje się zbiornik rekreacyjny „Zalew Tatar” o powierzchni ponad 55 hektarów, utworzony poprzez spiętrzenie rzeki Rawka.

## Dopływy
- (P) Grabianka
- (P) Korabiewka
- (P) Białka
- (P) Chojnatka
- (P) Rokita
- (P) Rylka
- (P) Krzemionka